# TOTSO

TOTSO este un tip special de intersecție a drumurilor în care utilizatorul trebuie să părăsească drumul principal printr-o ieșire sau intersecție pentru a păstra același număr de drum. Un TOTSO este văzut ca o imperfecțiune în sistemul de numerotare a drumurilor, deoarece utilizatorul rutier presupune în mod implicit că poate continua întotdeauna drept înainte pentru a rămâne pe același număr de drum.
TOTSO este un acronim în engleză și înseamnă Turn Off To Stay On (în română cotește pentru a rămâne pe el). Termenul este folosit în principal pe drumurile de rang superior, adică pe autostrăzi și drumuri expres care nu au intersecții. Într-un sens mai larg, termenul include și cotirea drumurilor prioritare din zonele urbane.
Un TOTSO poate apărea în diferite moduri:
- Cel mai mare flux de trafic la un anumit nod rutier nu urmează numărul de drum.

Un exemplu în acest sens este Triunghiul Erfttal (A61/A1) în Germania. Majoritatea traficului de aici merge spre Köln (A1) și nu spre Venlo (A61). Ca urmare, trebuie să virați spre Venlo pentru a rămâne pe A61.
- Intersecția a fost deja construită într-un moment în care numerotarea drumurilor era diferită. Un TOTSO a fost creat doar după modificările aduse sistemului actual. Numerele E în special suferă de acest lucru. Acestea au fost distribuite în toată Europa, fără a ține cont de construcția drumurilor. Ca rezultat, un TOTSO poate fi adesea găsit în rețeaua de numere E.
- Traseul unui număr de drum este incomplet, așa că trebuie să se circule în continuare împreună cu un alt număr de drum. Se mai întâmplă să fie nevoit să ocolească pe altă autostradă pentru a ajunge din nou la același număr de drum. Aceasta se termină sau începe cu un TOTSO atunci când unul intră sau iese din celălalt număr de drum.

Un exemplu este A8 din Germania, lângă München. Deoarece A8 nu poate trece direct prin oraș, trebuie să utilizați autostrada de centură (A99) pentru a vă întoarce în cealaltă parte pe A8.
- Două căi egale se împart. Specificând numărul străzii continuu pe banda dreaptă ca sens de viraj, se evită ieșirile pe partea stângă a drumului.